# حب بالصدفة
حب بالصدفة هو فيلم كوميدي تم إنتاجه في الولايات المتحدة وصدر في سنة 2015. الفيلم من إخراج ديفيد أو. راسل من بطولة جيسيكا بيل وجيك جيلنهال وكاثرين كينر وجيمس مارسدن.

## القصة
تدور قصة الفيلم حول نادلة تعيش في مدينة صغيرة يحدث لها حادث عرضي غريب، حيث يدخل مسمار عن طريق الخطأ في رأسها، ويتسبب الحادث لها في قيامها بتصرفات غريبة وغير متوقعة، وتذهب النادلة إلى مدينة واشنطن حيث تشتعل شرارة الحب بينها وبين نائب شاب يتبني قضيتها.

## الميزانية والإيرادات
بلغت تكلفة إنتاج الفيلم حوالي 26 مليون دولار بينما حقق إيرادات تقدر بـ 4500 دولار.

## وصلات خارجية
- حب بالصدفة على موقع IMDb (الإنجليزية)
- حب بالصدفة على موقع ميتاكريتيك (الإنجليزية)
- حب بالصدفة على موقع الموسوعة البريطانية (الإنجليزية)
- حب بالصدفة على موقع روتن توميتوز (الإنجليزية)
- حب بالصدفة على موقع قاعدة بيانات الأفلام العربية
- حب بالصدفة على موقع ألو سيني (الفرنسية)
- حب بالصدفة على موقع Turner Classic Movies (الإنجليزية)
- حب بالصدفة على موقع أول موفي (الإنجليزية)
- حب بالصدفة على موقع فيلمافينيتي (الإسبانية)
- حب بالصدفة على موقع قاعدة بيانات الفيلم (الإنجليزية)